# Doña Clarines
Doña Clarines es una obra de teatro de los hermanos Álvarez Quintero, estrenada en el Teatro Lara de Madrid el 5 de noviembre de 1909.

## Argumento

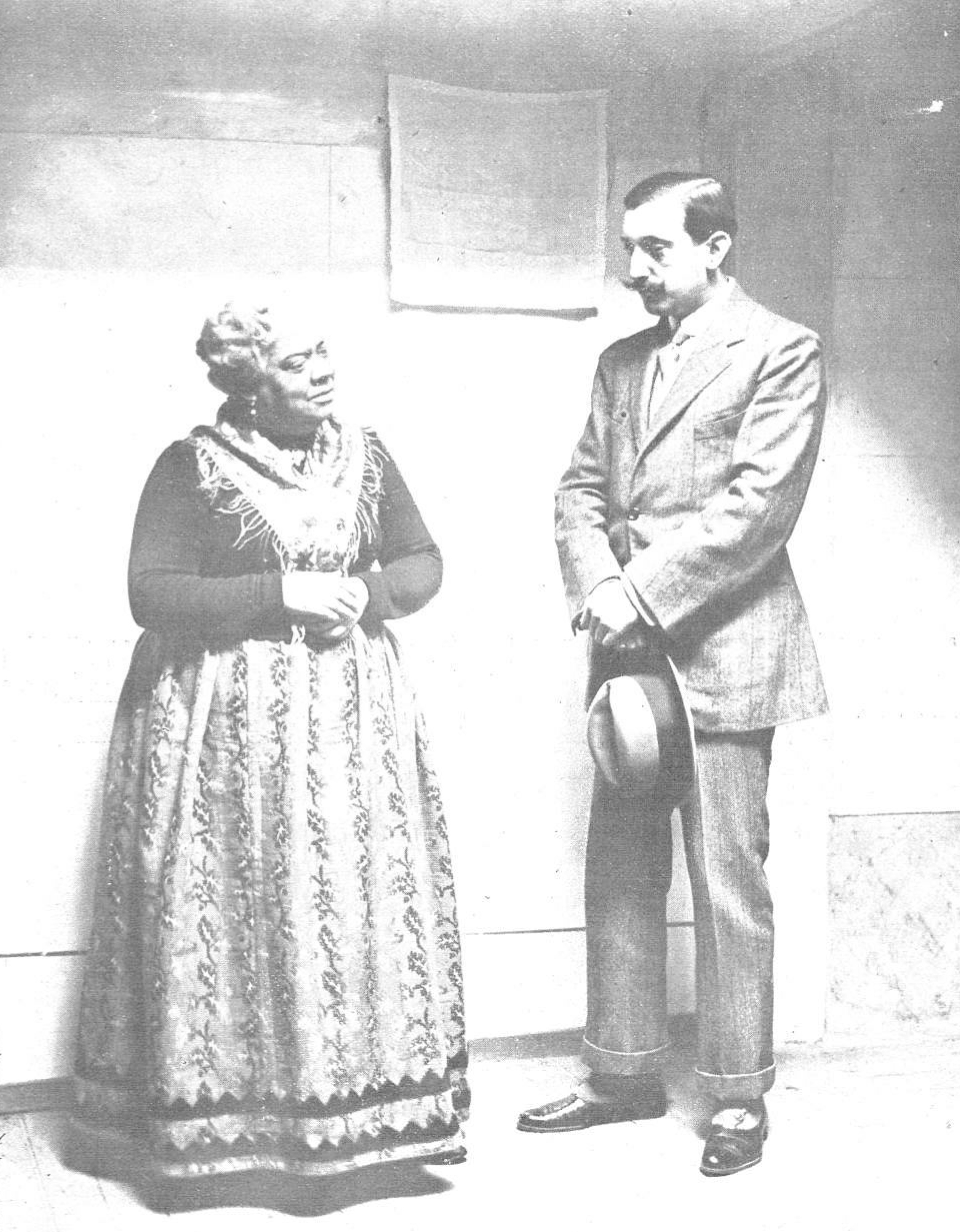
Un momento del estreno: L. Alba y R. Puga.

En un pueblo de la España rural, todos temen locura a la vieja Doña Clarines porque siempre dice lo primero que pasa por su cabeza. Doña Clarines vive recluida con la sola compañía de su hermano, Don Basilio y sus rarezas. La causa de esa devoción por la verdad tuvo su origen, según revela la criada Tata en un desengaño amoroso de juventud. Por ello, Doña Clarines monta en cólera al descubrir los amoríos de su sobrina con el hijo del que antaño fue su pretendiente desleal. Sin embargo, Doña Clarines finalmente dará su bendición al noviazgo, y los jóvenes terminan contrayendo matrimonio.

## Personajes
- Doña Clarines.
- Marcela.
- Tata.
- Daría.
- Miguel.
- Don Basilio.
- Luján.
- Escopeta.
- Crispín.

## Representaciones destacadas
- Teatro Lara (estreno, 1909). Intérpretes: Matilde Rodríguez, Conchita Ruiz, Leocadia Alba, Ricardo Puga, Ricardo Simó-Raso, Alberto Romea.
- Cine (1951, México). Dirección: Ricardo Ugarte. Intérpretes: Sara García, Ricardo Adalid, Lupe Carriles, Felipe de Flores.
- Teatro (1951). Intérpretes: Milagros Leal.
- Teatro (1951). Intérpretes: Irene López de Heredia, Ana María Méndez, Vicente Soler, Carmen Blázquez, Arturo Armada, Ricardo Hurtado.
- Teatro (1962). Intérpretes: Concha Catalá, Gabriel Llopart, Esperanza Grases, José María Caffarel, María Jesús Lara, José Caride.
- Televisión (7 de julio de 1975, en el espacio Estudio 1 , de TVE). Dirección: Gustavo Pérez Puig. Intérpretes: Ana Mariscal, José Bódalo, Juanito Navarro, Nélida Quiroga, Ana María Vidal.
- Teatro (1979). Dirección: Modesto Higueras. Intérpretes: Ana Mariscal, Luis Barbero, Regina de Julián, Pepe Morales, Marisa Lahoz.